# Virgilina
Virgilina és una població dels Estats Units a l'estat de Virgínia. Segons el cens del 2000 tenia 159 habitants.

## Demografia
Segons el cens del 2000, Virgilina tenia 159 habitants, 76 habitatges, i 43 famílies. La densitat de població era de 99 habitants per km².
Dels 76 habitatges en un 15,8% hi vivien nens de menys de 18 anys, en un 42,1% hi vivien parelles casades, en un 10,5% dones solteres, i en un 43,4% no eren unitats familiars. En el 43,4% dels habitatges hi vivien persones soles el 23,7% de les quals corresponia a persones de 65 anys o més que vivien soles. El nombre mitjà de persones vivint en cada habitatge era de 2,09 i el nombre mitjà de persones que vivien en cada família era de 2,91.
Per edats la població es repartia de la següent manera: un 18,9% tenia menys de 18 anys, un 5% entre 18 i 24, un 25,8% entre 25 i 44, un 23,9% de 45 a 60 i un 26,4% 65 anys o més.
L'edat mediana era de 46 anys. Per cada 100 dones de 18 o més anys hi havia 81,7 homes.
La renda mediana per habitatge era de 33.333 $ i la renda mediana per família de 43.125 $. Els homes tenien una renda mediana de 30.625 $ mentre que les dones 28.125 $. La renda per capita de la població era de 17.337 $. Cap de les famílies i el 3,2% de la població estaven per davall del llindar de pobresa.

## Poblacions més properes
El següent diagrama mostra les poblacions més properes.